# Instruktiv
In der Linguistik ist der Instruktiv der Fall, der ausdrückt, auf welche Weise die durch ein Verb benannte Handlung begangen wurde.
Beispiel aus dem Finnischen: {Suffix -n}: jalka- „Fuß“ → tulin jalan „Ich kam zu Fuß“.